# روبرتو سعد
روبرتو سعد (بالإسبانية: Roberto Saad)‏ هو لاعب كرة مضرب أرجنتيني، ولد في 3 يونيو 1961 في سان ميغيل دي توكومان في الأرجنتين.

## وصلات خارجية
- روبرتو سعد على موقع رابطة محترفي التنس (الإنجليزية)
- روبرتو سعد على موقع الاتحاد الدولي لكرة المضرب (الإنجليزية)
- روبرتو سعد على موقع كأس ديفيز (الإنجليزية)
- روبرتو سعد على موقع خلاصة التنس.كوم (الإنجليزية)